# Колумбарій

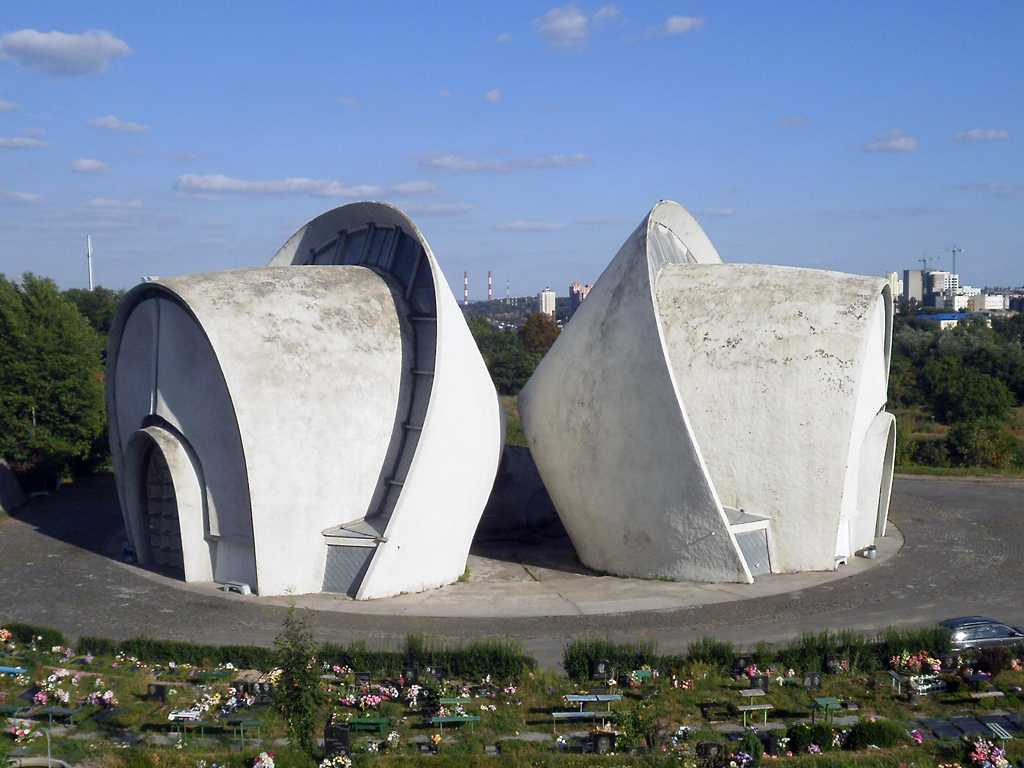
Київський крематорій та колумбарій поруч

Колумба́рій (лат. columbarium) — місце захоронення урн з прахом після кремації. Розташовується в катакомбах або склепах.
Існують колумбарії у вигляді меморіальної стіни з нішами для зберігання урн.
Колумбарій крематорію здебільшого має вигляд упорядкованої земельної ділянки для поховання урн з прахом.
В Україні працює три колумбарії при крематоріях (за порядком появи): у Києві, Харкові та Одесі. Планується будівництво колумбарію на військовому меморіалі Личаківського цвинтаря у Львові.

## Галерея

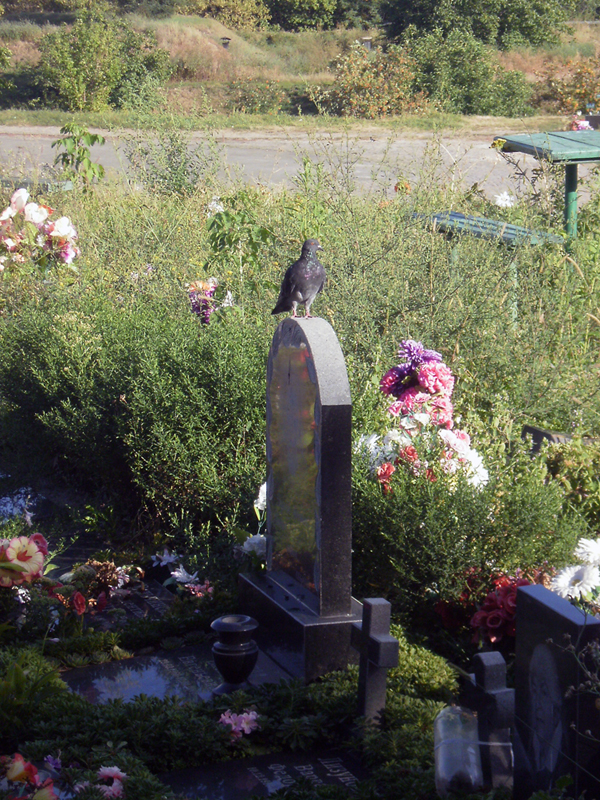
Київський колумбарій у вигляді традиційного цвинтаря
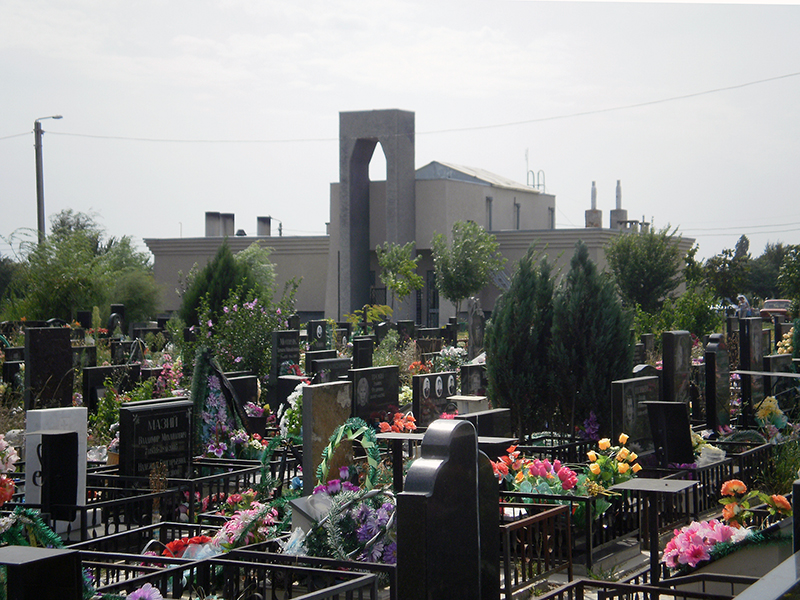
Одеський у вигляді традиційного цвинтаря
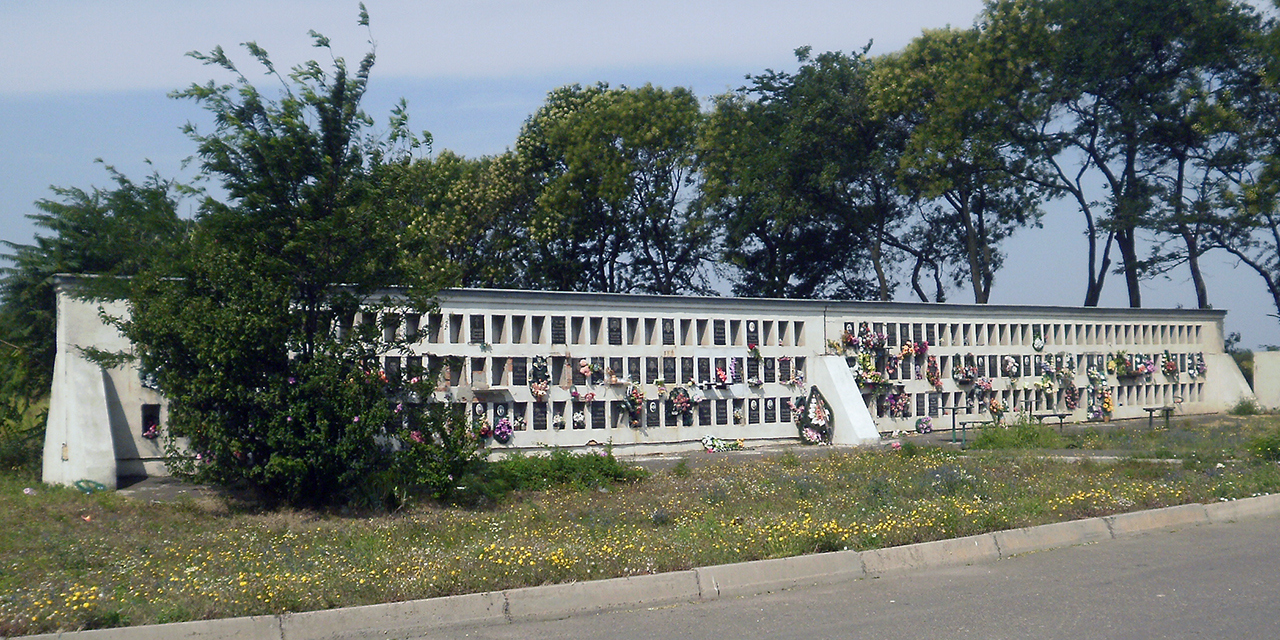
Одеський у вигляді стіни
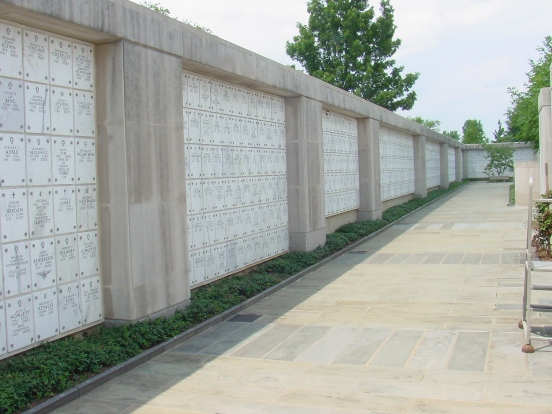
Колумбарій у вигляді стіни на Арлінгтонському національному цвинтарі (США)